# Jasper Dolphin
Jasper Dolphin, pseudonimo di Davon Lamar Wilson (Los Angeles, 28 settembre 1990), è un attore, stuntman, ex rapper e hypeman statunitense.

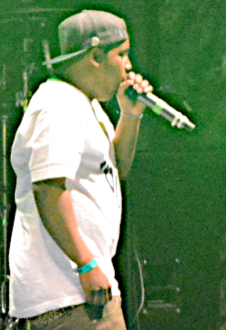
Jasper nel 2012

È noto per essere stato un membro fondatore del collettivo alternative hip hop Odd Future.

## Biografia

### Nascita di Odd Future (2007-2010)
Nel 2007 Jasper ha fondato tra gli altri, il collettivo alternative hip hop Odd Future. L'anno successivo ha formato assieme a Tyler, the Creator, il sottogruppo I Smell Panties che ha pubblicato l'omonimo EP, il 28 giugno 2008. Jasper ha rappato poi nel brano Lisa, inizialmente contenuto nell'album I Smell Panties EP, ma successivamente contenuto nel mixtape di debutto di Odd Future The Odd Future Tape.
Jasper è poi apparso sul brano Tina, assieme ai colleghi Taco e Tyler, contenuto in Bastard, rilasciato il 25 dicembre 2009. Jasper ha rappato in Double Cheeseburger, Round and Round e Swag Me Out, brani estratti dal secondo mixtape del collettivo, Radical. Jasper è apparso anche in Deaddeputy, estratto dal mixtape dei MellowHype BlackenedWhite, pubblicato il 31 ottobre 2010.

### Inizio della carriera d'attore (2011-2014)
Jasper è apparso in B.S.D., di Tyler, apparso nel suo album di debutto Goblin, pubblicato il 10 maggio 2011. Il 19 giugno successivo, viene pubblicato sulla piattaforma Tumblr, il brano con Tyler e Taco Thisniggaaintfunnyatall. L'8 settembre invece, è stata annunciata la produzione di una serie TV comica, intitolata Loiter Squad. La serie è andata in onda dal blocco di Cartoon Network Adult Swim, il 25 marzo 2012. La serie presenta i membri del collettivo in diversi sketch comici a puntata. Jasper ha rappato anche in We Got Bitches e Oldie, tracce estratte dal album di debutto di Odd Future, The OF Tape Vol. 2.
Jasper ha partecipato alla traccia Trashwang, presente nel secondo album di Tyler Wolf, pubblicato il 2 aprile 2013. E ha successivamente continuato a recitare nel cast principale di Loiter Squad, nella stagione 2, iniziata il 10 marzo 2013 e nella stagione 3, iniziata il 15 maggio 2014. Jasper, ha rappato anche sé accreditato come Demonte, nella traccia dell'alter-ego di Tyler Young Nigga I Just Bought a Bugatti (I'm Happy). La traccia presenta anche la partecipazione di IceJJFish.

### Carriera d'attore e Jackass (2017-presente)
Nel 2017, la defunta app GOLF Media, ha presentato uno show presentato da Jasper intitolato Quality Time With Jasper. La critica ha paragonato lo show al The Eric Andre Show.
Nel 2019, è stato annunciato uno show in collaborazione con l'amico di Odd Future Errol Chatham, sul canale Viceland. Lo spettacolo vede i 2 cimentarsi in cose che non hanno mai fatto.
Nel 2021, è stato annunciato che Jasper avrebbe fatto parte del cast di Jackass Forever. Anche il padre di Jasper e gli amici di Odd Future hanno partecipato al film. È apparso anche in Jackass 4.5.

## Filmografia

### Televisione
- When I Was 17 – serie TV, puntata '3.2' (2010)
- MTV Video Music Awards 2011 – ospite (2011)
- Loiter Squad – 31 episodi, 3 stagioni (2012-2014)
- Mac Miller and the Most Dope Family – episodio '1x6' (2013)
- The Jellies! – 20 episodi, 2 stagioni (2017-2019)
- Jasper & Errol's First Time – 9 episodi, 1 stagione (2019)
- Ridiculousness – episodio '15x37' (2019)
- Nuts + Bolts – 6 episodi, 1 stagione (2019)
- The Eric Andre Show – episodio 'Hannibal Quits' (2020)
- Jackass Shark Week – serie TV, ospite (2021)
- WWE SmackDown – ospite, episodio 24x10 (2021)
- Royal Rumble 2022 – ospite (2022)
- WrestleMania 38 – ospite (2022)
- Jackass Shark Week 2.0[3] – serie TV, ospite (2022)
- Celebrility Family Feud[4] – partecipante, episodio 9x11 (2022)

### Cinema
- Jackass Forever, diretto da Jeff Tremaine (2022)
- Jackass 4.5, diretto da Jeff Tremaine (2022)

### Web-serie
- OFWGKTA Smackfest (2010)
- Truth or Dab![5] (2021)
- Steve-O's Wild Ride[6] (2023)

## Discografia

### Con Odd Future
- 2007 – The Odd Future Tape
- 2010 – Radical
- 2012 – The OF Tape Vol. 2

### Con I Smell Panties
- 2007 – I Smell Panties EP

### Collaborazioni
- 2009 – Tyler, the Creator feat. Taco & Jasper - Tina (da Bastard)
- 2010 – MellowHype - Deaddeputy (da BlackenedWhite)
- 2011 – Tyler, the Creator feat. Jasper & Taco - B.S.D. (da Goblin)
- 2011 – Tyler, the Creator, Jasper & Taco - Thisniggaaintfunnyatall
- 2013 – Tyler, the Creator, Na-Kel Smith, Lucas, L-Boy, Taco, Left Brain, Lee Spielman - Trashwang (da Wolf)
- 2014 – Young Nigga, IceJJFish, Jasper - I Just Bought a Bugatti (I'm Happy)